# Reconocimiento de Validez Oficial de Estudios
En México, el Reconocimiento de Validez Oficial de Estudios (RVOE) es el acto de la autoridad educativa en virtud del cual se determina incorporar un plan y programas de estudio que un particular imparte, o pretende impartir, al sistema educativo nacional. Se otorga a nivel federal o estatal de acuerdo a la Ley General de Educación de México. El RVOE Federal se otorga por la Secretaría de Educación Pública (SEP) a toda institución mexicana o extranjera que cumpla con los requisitos establecidos. 
El RVOE significa el cumplimiento, por parte de un particular, de los requisitos mínimos que establecen la Ley General de Educación y el Acuerdo  17/11/17 (antes Acuerdo 279) para funcionar en cuanto a profesorado, instalaciones y planes y programas de estudio. El último acuerdo se publicó en noviembre de 2017 y añade criterios para la regulación de modalidades no esolarizadas (distancia) y mixtas, estrategias para la mejora educativa, entre otras.
Para que una institución conserve el RVOE, las autoridades educativas Federales y Estatales supervisan que las condiciones bajo las cuales se obtuvo el RVOE se mantengan. 
Todas las carreras deben tener Validez Oficial de Estudios, que es la aceptación que tienen en toda la República los estudios realizados dentro del Sistema Educativo Nacional. Si los estudios no tienen validez oficial, legalmente no son válidos, es decir, el alumnado no tendrá derecho a obtener un título legalmente reconocido en México.[cita requerida]
Es necesario precisar que, de conformidad a los diversos artículos que ha elaborado Loyalty Consultores Jurídicos, el RVOE es una facultad concurrente entre la Federación y las Entidades federativas, por lo que estas últimas también pueden otorgar RVOE, de conformidad con sus propias normas.[cita requerida]

## Requisitos mínimos para obtener un RVOE
Las instituciones particulares, para poder ofrecer carreras con validez oficial de estudios, pasan por todo un procedimiento ante la SEP para obtener un Reconocimiento de Validez Oficial de Estudios (RVOE). Para obtenerlo, una institución particular debe acreditar que cumple con los siguientes puntos clave:
- Que cuenta con un plan y programa de estudios aprobado por la SEP. En los niveles educativos anteriores a la licenciatura, normalmente las instituciones utilizan el plan y programa oficial de la Secretaría, aunque pueden obtener autorización para el suyo propio. En licenciaturas y posgrados, las instituciones desarrollan sus propios planes y programas. Estos son revisados por la SEP, quien decide si son académicamente adecuados. La SEP puede solicitar modificaciones hasta que cumplan con todos los requisitos.
- Que cuenta con personal docente cualificado para impartir las materias del plan de estudios. La SEP verifica que los docentes cumplan, al menos, el requisito de ser titulados en una carrera afín a la materia que van a impartir. Según las licenciaturas, una parte de los docentes deben realizar trabajo de "tiempo completo", dedicando parte de su tiempo a la realización de investigación y publicaciones.
- Que cuenta con instalaciones adecuadas para la impartición de las clases. En las autorizaciones que se otorgan nuevas se considera que las instituciones cuenten con determinadas condiciones de iluminación natural y artificial, de ventilación, de tamaño de las aulas, áreas de circulación (pasillos y escaleras), laboratorios, biblioteca, sanitarios, áreas deportivas, estacionamiento, área administrativa, etc. Los requisitos cambian de una carrera a otra, especialmente en cuanto a los laboratorios y áreas específicas que se requieren.

### Otras consideraciones
Cuando una institución obtiene un RVOE, éste es válido solamente para una carrera determinada que se impartirá en un plantel concreto. Si una institución imparte varias licenciaturas en un plantel, deberá obtener un RVOE para cada una de ellas. Si imparte la misma carrera en dos planteles diferentes, tendrá que obtener un RVOE diferente para cada plantel ya que, aunque el plan de estudios sea el mismo, las instalaciones y el personal docente no lo son, y la institución debe acreditar que reúne todos los requisitos en cada plantel.[cita requerida]
Las instituciones que están incorporadas a la Universidad Nacional Autónoma de México, al Instituto Politécnico Nacional o a las secretarías de Educación de los diferentes estados, siguen un proceso de incorporación similar al de la SEP. El objetivo es el mismo: garantizar que las instituciones particulares impartirán planes de estudio adecuados en instalaciones que reúnan las condiciones necesarias y con un personal docente preparado para su función.[cita requerida]
Un RVOE puede revocrse si la institución que lo obtuvo deja de cumplir con las condiciones necesarias o si incumple la normativa vigente. La SEP tiene supervisores cuya tarea es revisar de manera rutinaria a las diferentes instituciones, para verificar que se siguen cumpliendo todos los requisitos.[cita requerida]